# Alfred Larsen

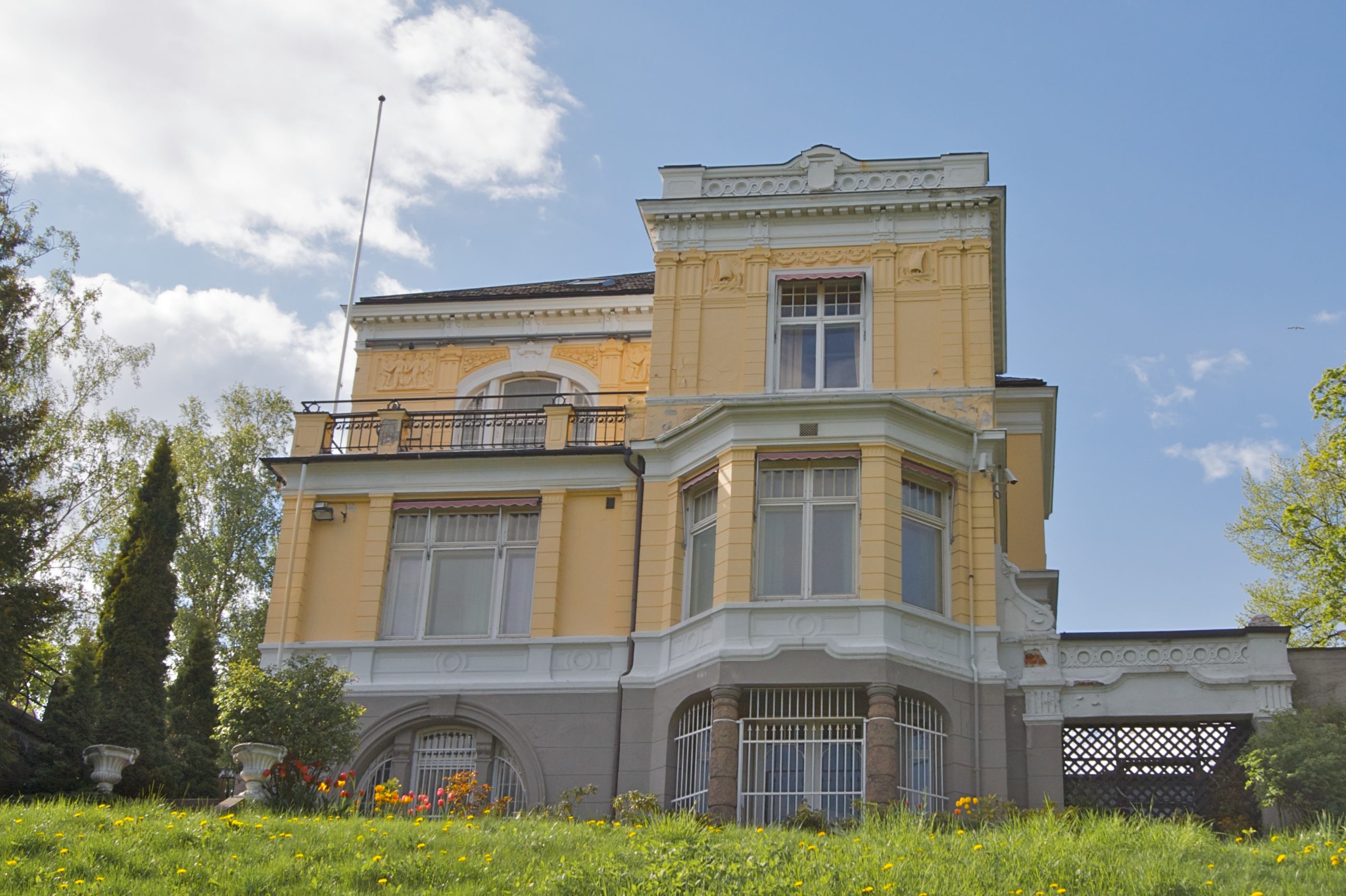
Drammensveien 88c, uppfört av Alfred Larsen 1902.

Alfred Waldemar Garmann Larsen, född 24 november 1863 i Kristiania, död där 10 september 1950, var en norsk grosshandlare och seglare. 
Alfred Larsen var son till grosshandlaren Peter Andreas Larsen (1822–75) och Mathilde Elisabeth Gløersen (1828–1906). Han utbildade sig på Christiania Handelsgymnasium, där han tog examen 1881. Han blev också vin- och brännvinshandlare, och övertog 1884 familjens firma P.A. Larsen för import och grosshandel i vin och brännvin i Oslo. Han utvecklade företaget till en av Norges ledande inom branschen. Efter inrättandet av Vinmonopolet 1922 gick han över till agenturer och cigarettillverkning.  
Han var mycket seglingsintresserad och blev olympisk mästare vid Olympiska sommarspelen i Stockholm 1912. Han deltog i segling i 12-metersklassen med sin båt Magda IX. Han var också medlem av besättningen, liksom sonen Petter Larsen (1890-1946), under rorsmannen Johan Anker. Han var under sitt liv ägare till tretton 10 meters-, 12-meters- och 15-meterssegelbåtar med namnet Magda efter sin första fru.
Alfred Larsen var aktiv inom Kongelig Norsk Seilforening och donerade medel bland annat till uppbyggnaden av klubbhuset Dronningen efter att det brunnit ned. Han finansierade också livräddningskryssaren RS 43 Astrid Finne, som byggdes 1937 efter ritningar av Johan Anker. År 1902 uppförde han en lyxvilla på Drammensveien 88c.
Han var gift i första äktenskapet från 1890 med Magdalena (“Magda”) Caroline Bergh (1868–1926), och i andra äktenskapet från 1949 med Bergljot Victoria Maria Jønsson (född 1894).